# Roststjärtad strimhake
Roststjärtad strimhake (Epinecrophylla erythrura) är en fågel i familjen myrfåglar inom ordningen tättingar.

## Utseende och läte
Roststjärtad strimhake är en brun myrsmyg med rödaktigt på stjärt och vingar. Huvudet är grått på båda könen, övergående i varmare brunt på kroppens nedre del. På vingarna syns även gräddfärgade vingband. Jämfört med liknande myrsmygar har den något längre stjärt och födosöker lite högre upp i vegetationen. Sången består av en stadig serie med ljusa och stigande "pseet".

## Utbredning och systematik
Roststjärtad strimhake delas in i två underarter med följande utbredning:
- Epinecrophylla erythrura erythrura – sydöstra Colombia till nordöstra Peru och nordvästligaste Brasilien
- Epinecrophylla erythrura septentrionalis – östra Peru (Loreto till Puno) och västcentrala Amazonområdet i Brasilien

## Levnadssätt
Roststjärtad strimhake hittas i städsegröna skogar i lågland och förberg, mestadels under 600 meters höjd. Den ses från undervegetationen upp till skogens mellersta skikt. Fågeln slår ofta följe med kringvandrande artblandade flockar, med andra myrsmygar och myrtörnskator.

## Status och hot
Arten har ett stort utbredningsområde, men tros minska i antal, dock inte tillräckligt kraftigt för att den ska betraktas som hotad. Internationella naturvårdsunionen IUCN listar arten som livskraftig (LC).